# Phan Chương
Phan Chương (chữ Hán: 潘璋; bính âm: Pan Zhang; ???-234) tự là Văn Khuê (文珪) là một viên võ tướng nhà Đông Ngô trong thời kỳ Tam Quốc của lịch sử Trung Quốc. Ông được biết đến là một võ tướng can đảm và nổi danh với chiến công bắt sống cha con Quan Vũ và Quan Bình trong trận Mạch Thành. Tuy nhiên ông cũng được biết đến như là viên tướng có tính xa hoa, ham vàng bạc, châu báu và thậm chí là giết hại những binh sĩ và quan lại giàu có để chiếm đoạt của cải.

## Tiểu sử
Lúc còn trẻ, Phan Chương sống trong cảnh nghèo khó, sau ông đi theo Tôn Sách từ năm 196, người nắm giữ miền Giang Đông thời bấy giờ. Phan Chương được xưng tụng là tác chiến dũng mãnh, không ngại gian khó, thường lập được công trạng. Ông thường theo Tôn Quyền ra trận, lập được công bách sơn tặc nên được phong làm Biệt bộ tư mã, sau thăng là Đại thị thứ gian (quan viên chấp pháp) của Giang Đông, sau dời sang làm quan ở Dự Chương. Vào thời điểm đó, vùng đất này thường có cướp quấy nhiễu nhân dân, đến khi Phan Chương đến thì tình hình bọn cướp mới được dẹp yên. Sau nữa, Tôn Quyền thấy vùng Kiến Xương có nhiều giặc cướp nên dời ông sang ấy làm giáo úy, chỉ một tháng sau loạn tặc bị bình định, nhân dân kéo nhau trở về lập nghiệp. Phan Chương được gọi về Kiến Nghiệp.
Năm 209, Tôn Quyền suất quân tiến công Hợp Phì, hai tướng Ngụy Trương Liêu, Lý Điển ra sức chống trả, liên tục đột kích quân doanh, tướng Trần Vũ thua trận, bị giết. Hai tướng Tống Khiêm, Từ Thịnh bỏ trốn. Phan Chương làm hậu đội nhưng đã kiên quyết tử thủ. Ông đã chém tại chỗ hai binh lính bỏ chạy của Từ Thịnh, làm quân sĩ sợ phải trở ngược lại chiến đấu, qua đó giảm tổn thất và được khen ngợi, phong làm Thiên tướng quân, đóng ở Bán châu.
Sang năm 215, Phan Chương cùng Tôn Hiệu, Lã Mông và Lỗ Túc đi theo Tôn Quyền đánh miền phía nam Kinh châu (lúc ấy thuộc sự quản lý của Quan Vũ, sau hai bên dàn hòa.
Đến năm 219, Tôn Quyền lại một lần nữa cử Lã Mông tiến đánh Kinh châu nhân lúc Quan Vũ đang mắc kẹt ở phía bắc. Quân Ngô nhanh chóng chiếm được châu. Phan Chương và Chu Nhiên sau đó được giao nhiệm vụ chặn đường rút lui về phía tây của Quan công. Cuối cùng tướng dưới quyền của ông là Mã Trung bắt được cha con Quan Công và đô đốc Triệu Lũy vào đầu năm 220. Để tưởng thưởng, Tôn Quyền phong ông làm Chấn uy tướng quân, lấy quận Cố Lăng phong cho ông làm thái thú của đó đồng thời ban cho Phan Chương tước Lật Dương hầu.
Về sau khi tướng quân Cam Ninh qua đời, Phan Chương được lãnh đạo toàn quân của ông ta.
Năm 222, vua Thục là Lưu Bị đông chinh đánh Di Lăng của Ngô, Phan Chương đi theo Lục Tốn, Chu Nhiên lãnh đạo quân chống Thục. Cánh quân của Phan Chương giết tướng địch Phùng Tập và tiêu diệt nhiều binh sĩ của Lưu Bị ở Di Lăng. Do chiến công này, ông được bái làm Bình Bắc tướng quân, thái thú Tương Dương.
Năm 223, tướng Ngụy là Hạ Hầu Thượng tiến công Chu Nhiên ở Nam quân,. Gia Cát Cẩn và Dương Xán dẫn binh giải cứu. Phan Chương nhận định rằng khí thế quân Ngụy đang thịnh, không thể trực tiếp quyết chiến ngay được, cần giảm nhuệ khí của chúng. Sau đó ông quyết định dùng hỏa công, sai quân tiến đến 50 dặm trước, cho cắt nhiều cỏ lau, rồi cho đốt lửa thuận theo chiều gió mà thiêu hủy cầu phao của quân Ngụy. Gia Cát Cẩn chớp cơ hội tiến công quân của Hạ Hầu Thương, buộc quân Tào phải lui quân. Sau đó Phan Chương lui về Lục Khẩu để phòng bị.
Năm 227, Tôn Quyền giao chiến với quân Ngụy, đại thắng, đang trên đường hồi sư thì Phan Chương bị quân địch truy kích, tình thế nguy cấp. May nhờ Chu Nhiên giải cứu nên ông được thoát nạn. Sau khi Tôn Quyền đăng cơ làm hoàng đế nước Ngô (229), Phan Chương được bái làm Hữu tướng quân.
Năm 234, Phan Chương qua đời, không rõ bao nhiêu tuổi. Ông được nhìn nhận là một vị tướng dũng mãnh, nghiêm cẩm, nhưng có khiếm khuyết du đãng, nghiện rượu, sinh hoạt xa xỉ và thường không tuân thủ pháp luật. Phan Chương có con trai là Phan Bình.

## Trong Tam Quốc diễn nghĩa
Trong tiểu thuyết của La Quán Trung, nhân vật Phan Chương chết trước trận Di Lăng (năm 221). Chương bị hồn ma của Quan Vũ hù khiếp vía và bị con trai của Vũ là Quan Hưng chém chết, đoạt lại thanh long đao. Sự kiện này hoàn toàn hư cấu, vì sử sách ghi Quan Hưng là quan văn, và Phan Chương năm 223 còn đánh Ngụy dùng hỏa công đại thắng, đến năm 234 mới mất. Tác giả La Quán Trung có ý muốn "trả thù" giùm cho Quan Vũ, nên trong tiểu thuyết Tam Quốc Diễn Nghĩa đã hư cấu nên cái chết của những người đã hại Vũ, như: My Phương, Phó Sĩ Nhân, Mã Trung, Phan Chương, Chu Nhiên... Trên thực tế những nhân vật lịch sử này đều sống thọ hơn cả Lưu Bị.